# Mons in Mauretania
Mons in Mauretania (łac. Diocesis Montensis in Mauretania) – stolica historycznej diecezji w Cesarstwie rzymskim, w prowincji Mauretania Sitifense, zlikwidowana w VII w. podczas ekspansji islamskiej, współcześnie w północnej Algierii. Obecnie katolickie biskupstwo tytularne.

## Biskupi
| Lp. | Biskup              | Funkcja                                              | Od               | Do             |
| --- | ------------------- | ---------------------------------------------------- | ---------------- | -------------- |
| 1   | Harold Robert Perry | biskup pomocniczy Nowego Orleanu (USA)               | 29 września 1965 | 17 lipca 1991  |
| 2   | Henri Salina        | opat Saint-Maurice (Szwajcaria)                      | 21 grudnia 1991  | 3 grudnia 2007 |
| 3   | Joseph Ponniah      | biskup pomocniczy Trincomalee-Batticaloa (Sri Lanka) | 19 lutego 2008   | 3 lipca 2012   |
| 4   | Alberto Bochatey    | biskup pomocniczy La Platy (Argentyna)               | 4 grudnia 2012   |                |